# Anolis etheridgei
Espèce
Synonymes
- Anolis darlingtoni Cochran, 1939
- Chamaelinorops darlingtoni (Cochran, 1939)

Anolis etheridgei est une espèce de sauriens de la famille des Dactyloidae. 

## Répartition
Cette espèce est endémique de République dominicaine. Elle se rencontre dans la cordillère Centrale.

## Taxinomie
Doris Mable Cochran a décrit Anolis darlingtoni en 1939, or ce nom était préoccupé par Anolis darlingtoni Cochran, 1935; Ernest Edward Williams l'a donc renommé en Anolis etheridgei.

## Étymologie
Cette espèce est nommée en l'honneur de Richard Emmett Etheridge.

## Publications originales
- Cochran, 1939 : Diagnoses of three new Lizards and a Frog from the Dominican Republic. Proceedings of the New England Zoological Club, vol. 18, p. 1-3.
- Williams, 1962 : Notes on the herpetology of Hispaniola 7. New material of two poorly known anoles: Anolis monticola Shreve and Anolis christophei Williams. Breviora, no 164, p. 1-11 (texte intégral).